# Contestador automático

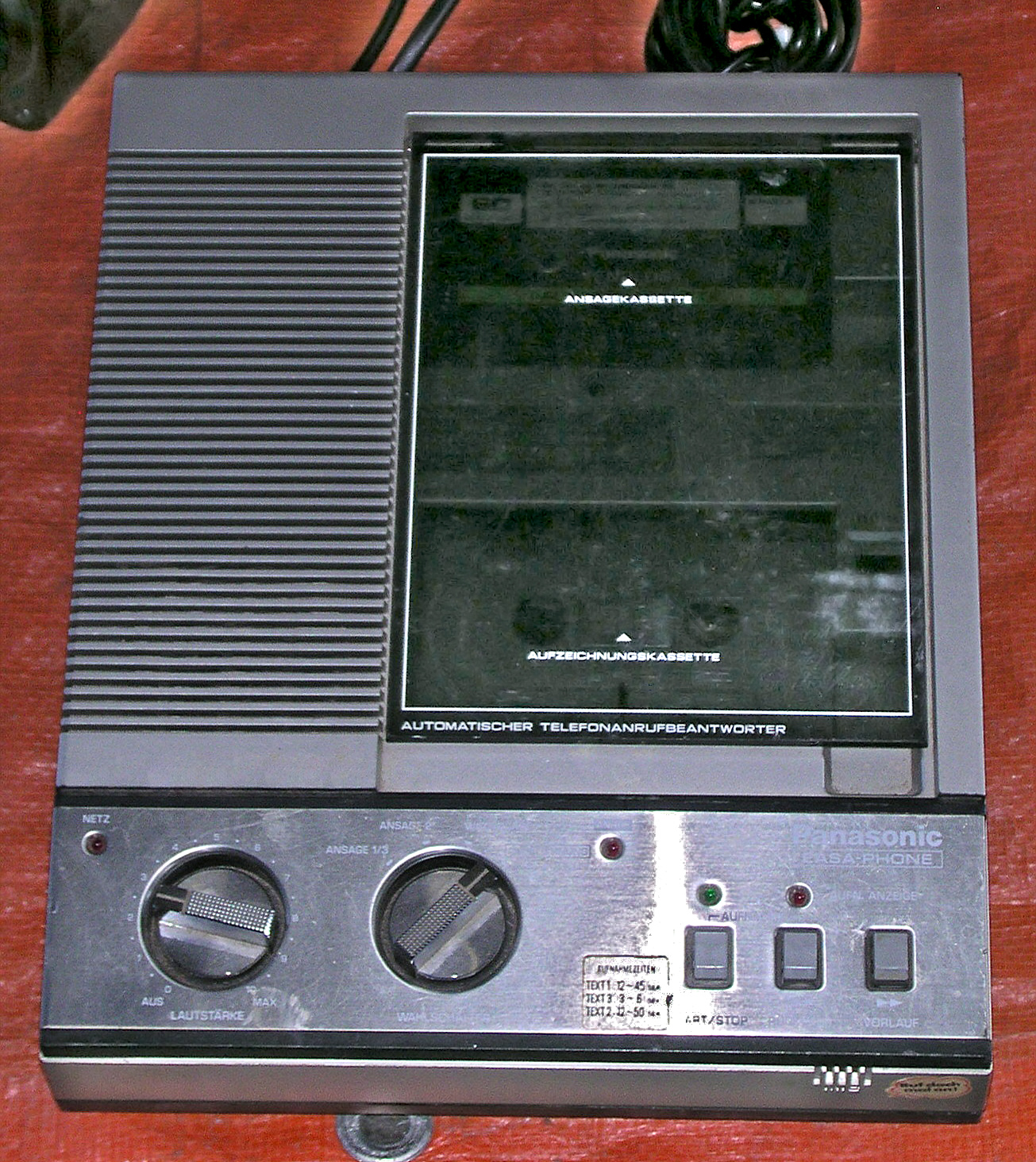
Una máquina contestadora marca Panasonic.

Un contestador automático es un dispositivo para responder automáticamente llamadas telefónicas y grabar mensajes dejados por personas que llaman a un determinado número, cuando la persona llamada no puede atender el teléfono. A diferencia del correo de voz, que es un sistema centralizado o intercomunicado que realiza una función similar, un contestador automático está instalado en la propiedad del cliente, al lado o incorporado a su teléfono. Mientras los primeros contestadores usaban tecnología de cinta magnética, los aparatos más modernos usan memorias solid state. Las cintas magnéticas son todavía utilizadas en muchos dispositivos de bajo costo aunque ya cuesta encontrarlas en las tiendas especializadas.
Actualmente son utilizados los contestadores automáticos en red, en los que el sistema de almacenamiento de mensajes de voz entre usuarios de telefonía no requiere de aparatos propios del cliente, ya que están integrados en la red del proveedor de telefonía; el sistema se maneja con el aparato telefónico.

## Características
La mayoría de los contestadores modernos poseen un sistema para saludo. El propietario puede grabar su propio mensaje que le será reproducido a quien llame, o utilizar el mensaje predeterminado que viene instalado de fábrica (normalmente bilingüe, siendo el inglés el segundo idioma) en caso de no querer grabar uno. En general, los contestadores pueden ser programados para atender una llamada luego de que suene en determinada oportunidad de ocasiones. Esto es útil si el propietario está aguardando una llamada en particular y no desea atender a todos los que llamen.

## Historia
La historia del contestador automático se remonta a finales del siglo XIX, cuando en 1898 Valdemar Poulsen inventó el primer equipo de grabación al que llamó Telegraphone. Este aparato grababa el sonido registrando en un alambre los campos magnéticos que este producía.
En 1935, el alemán Willy Müller patentó un grabador de conversaciones telefónicas que puede considerarse el precursor de los contestadores automáticos: el telefonógrafo. Curiosamente, el aparato apuntaba al mercado de los judíos ortodoxos que, por las restricciones religiosas del Shabbath, no podían atender el teléfono.

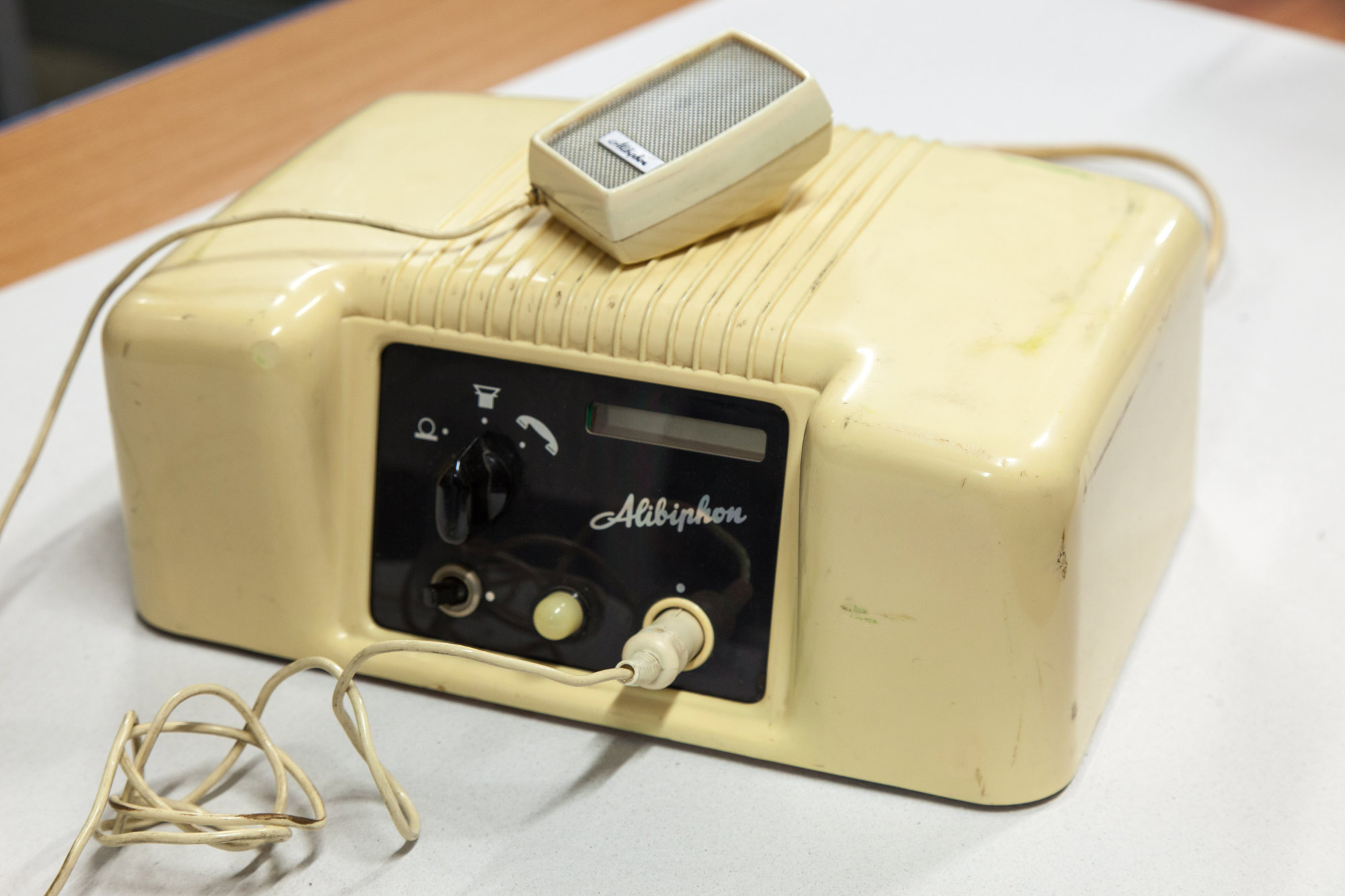
Imagen del Alibiphon.

Debido a la Segunda Guerra Mundial, Muller se trasladó de Alemania a Suiza y fue allí donde desarrolló un sistema de contestador mejorado nombrado Ipsophon. El Ipsophon fue el primer contestador automático que tuvo éxito en el mercado: se llegaron a producir 700 unidades.
Más adelante, a mediados de los años 1950, Muller desarrolló a partir del Ipsophon el primer contestador automático comercial, el Alibifón VA 58. Este era un dispositivo de respuesta única pero que ofrecía la opción de ser conectado a una grabadora externa para grabar los mensajes.
Willy Muller siguió desarrollando los contestadores automáticos. Su siguiente invento fue el Alibicord, que era capaz de enviar mensajes respuesta y registrar hasta 22 mensajes entrantes de 30 segundos cada uno. Este aparato grababa a partir de unos cilindros recubiertos con una capa de plástico magnético (un cilindro estrecho para el mensaje saliente y uno ancho para grabar los mensajes entrantes). También permitía añadir un disco de grabación adicional en el eje principal, con tal de registrar los mensajes cuando el cilindro de grabación está lleno. La producción de este invento la llevó a cabo  la empresa de Alois Zettler GmbH, a principios de los años 1960. En 1963 la misma empresa (Zettler) desarrolló el Albiphonomat, que era una grabadora de cinta de carrete que grababa los mensajes entrantes, esta vez de duración ilimitada.

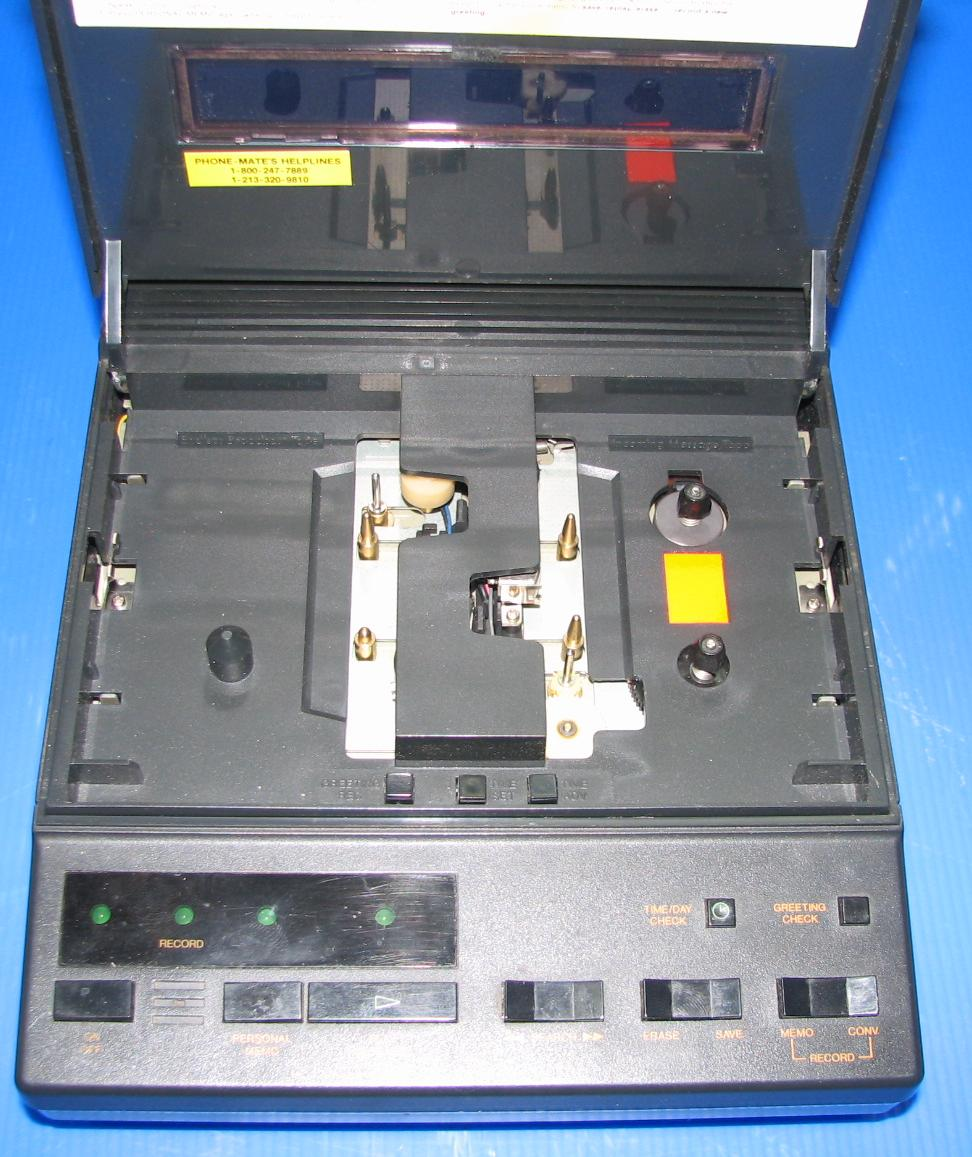
Imagen del interior del Phone mate.

A su vez, en 1958, el Dr. Kazuo Hashimoto, un prolífico inventor japonés, desarrolló su primer modelo de contestador automático: el Ansa Fone. Sus invenciones, posteriormente patentadas en Estados Unidos, son la base de los aparatos utilizados en la actualidad.
En la década de los 1970, se introdujo en el mercado el Alibinota, reemplazando el Alibiphonomat. Este tenía capacidades adicionales, como reproducir mensajes entrantes remotos desde cualquier teléfono o borrar los mensajes entrantes.

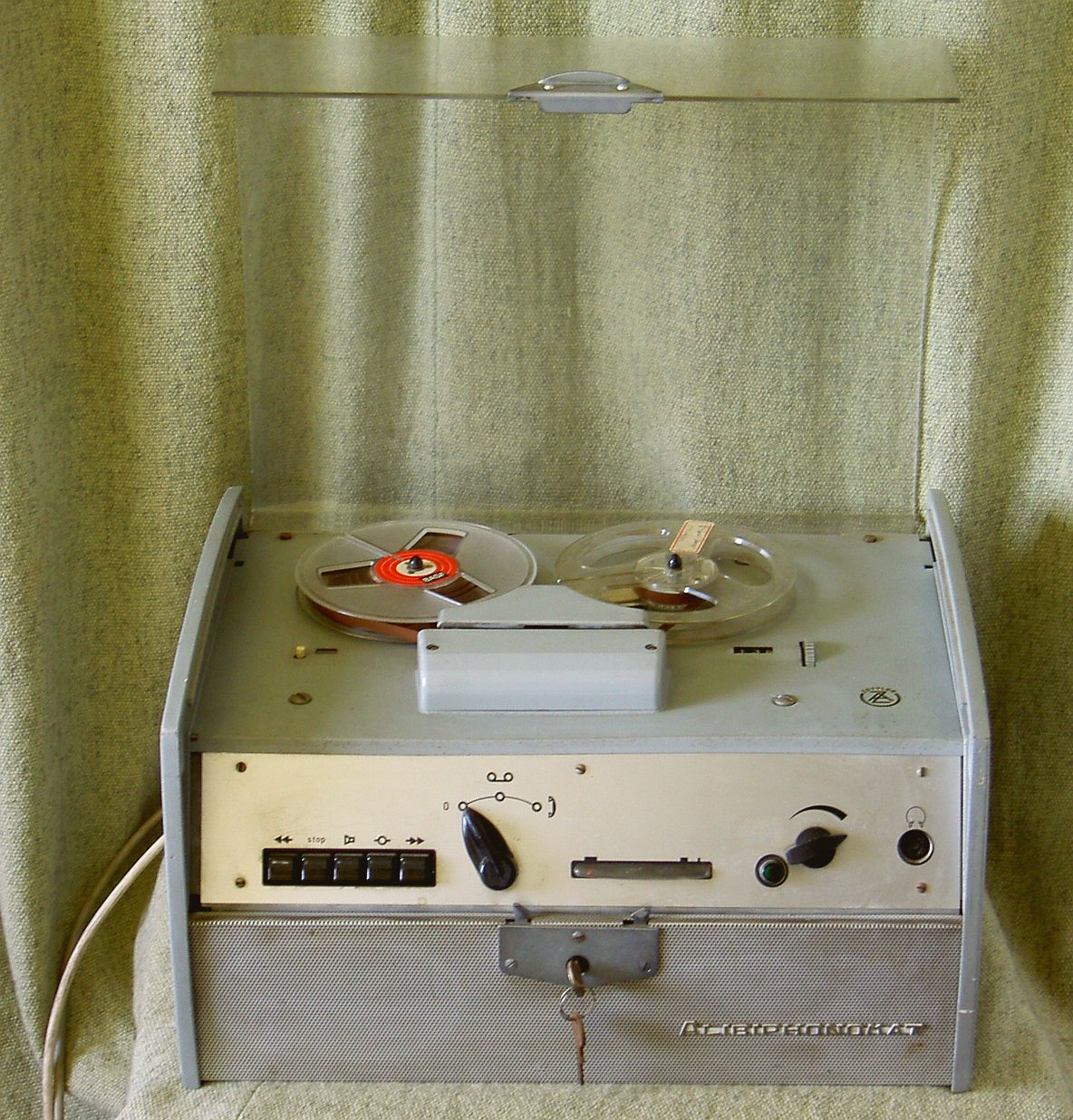
Imagen del Alibiphonomat.

En 1975 comenzaron a ser vendidos los primeros modelos comerciales importados desde los Estados Unidos, los PhoneMate 4000. El aparato recordaba a un ladrillo de color negro, pesaba 5 kg, grababa hasta 20 mensajes y operaba con dos cintas K7.
Fue en el año 1979 que Gordon Matthews desarrolló lo más parecido al contestador actual. Más tarde, en 1983, Hashimoto creó el primer contestador automático digital, dando un gran impulso a su uso al volverlo más asequible, alcanzándose el millón de unidades vendidas anualmente en Estados Unidos.
A partir de entonces, multitud de empresas fueron sacando sus modelos de contestadores automáticos. Pero la llegada de las nuevas tecnologías y de los teléfonos inteligentes provocó que se quedaran obsoletos frente al buzón de voz de los teléfonos móviles. Debido a estos avances y a que la tecnología digital permite almacenar cantidades de información ilimitadas, en un futuro muy próximo será posible guardar todos los mensajes registrados por el buzón de voz particular.